# 皮娅·德格马克
皮娅·德格马克（瑞典語：Pia Degermark，1949年8月24日—），女，瑞典演员。曾获得1967年戛纳电影节最佳女演员奖。